# Yadgir (Distrikt)
Der Distrikt Yadgir (Kannada: ಯಾದಗಿರಿ ಜಿಲ್ಲೆ) ist ein Distrikt des indischen Bundesstaates Karnataka. Verwaltungssitz ist die namensgebende Stadt Yadgir.

## Geografie
Der Distrikt Yadgir liegt im Nordosten Karnatakas an der Grenze zum Nachbarbundesstaat Telangana. Nachbardistrikte sind Raichur im Süden, Vijayapura im Westen und Kalaburagi im Norden (alle Karnataka) sowie in Telangana Mahbubnagar im Osten.

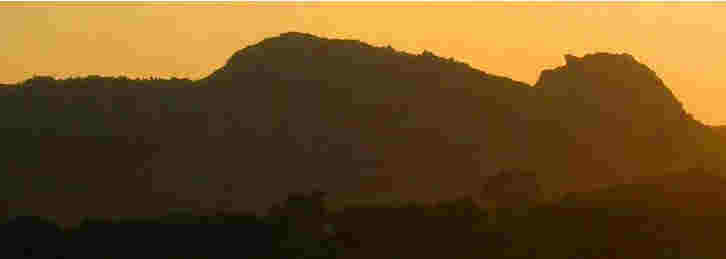
Eine Felsformation bei Shahpur, die dem schlafenden Buddha gleichen soll

Der Distrikt hat eine Fläche von 5.270 Quadratkilometern. Das Gebiet gehört zum Hochland von Dekkan und hat eine Höhe von durchschnittlich 350 bis 450 Metern über dem Meeresspiegel. Nördlich der gleichnamigen Distrikthauptstadt durchzieht eine Hügelkette das Distriktgebiet. Zwei große Flüsse durchfließen den Distrikt Yadgir: Im Süden bildet der Krishna, einer der wichtigsten Ströme des Dekkan, die Grenze zum Distrikt Raichur. Der Bhima, sein wichtigster Nebenfluss, fließt in Nord-Süd-Richtung durch den Distrikt und mündet schließlich in den Krishna.
Der Distrikt Yadgir ist in die drei Taluks Shorapur, Shahpur und Yadgir unterteilt.

## Geschichte
Die Geschichte des Distrikts ist weitgehend identisch mit der des Distrikts Kalaburagi (Gulbarga), zu dem das Gebiet bis zum Jahresende 2009 gehörte. Am 30. Dezember 2009 wurde aus dem Südteil des Distrikts Kalaburagi der neue Distrikt Yadgir gebildet.

## Bevölkerung

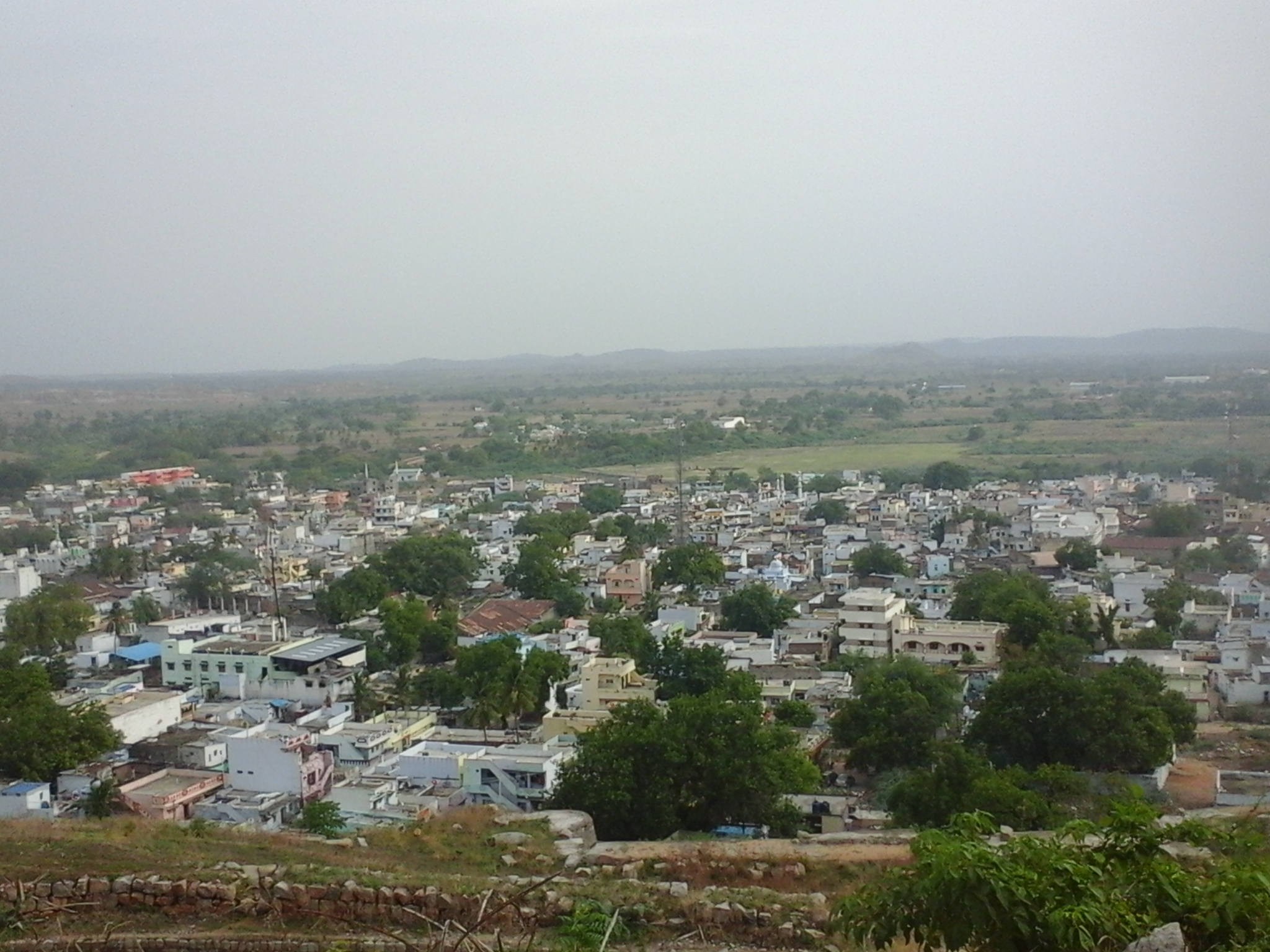
Distrikthauptstadt Yadgir

Bei der indischen Volkszählung 2011 hatte der Distrikt Yadgir 1.174.271 Einwohner. Die Bevölkerungsentwicklung ist deutlich ansteigend: Zwischen 2001 und 2011 wuchs die Einwohnerzahl um 22,8 Prozent an. Die Wachstumsrate lag deutlich über dem Durchschnitt Karnatakas (15,7 Prozent) und war die zweithöchste aller Distrikte Karnatakas. Die Bevölkerungsdichte lag mit 223 Einwohnern pro Quadratkilometer aber deutlich unter dem Durchschnitt des Bundesstaates (319 Einwohner pro Quadratkilometer). Der Distrikt Yadgir ist deutlich ländlich geprägt: Nur 18,8 der Einwohner lebten 2011 in Städten. Die Urbanisierungsquote war damit weniger als halb so hoch wie der Mittelwert Karnatakas (38,6 Prozent). Auch das Bildungsniveau ist sehr niedrig: Nur 51,8 Prozent der Einwohner des Distrikts konnten 2011 lesen und schreiben. Die Alphabetisierungsquote war mit Abstand die niedrigste aller 30 Distrikte Karnatakas und lag weit unter dem Durchschnitt des Bundesstaates (75,6 Prozent).

## Wirtschaft
Der Distrikt ist landwirtschaftlich geprägt. Im Jahr 2011 waren 71,9 % der arbeitenden Bevölkerung im Agrarsektor tätig. Nach der Distriktstatistik 2014–15 wurden 299.536 ha landwirtschaftlich genutzt, davon 74.081 ha mehr als einmal im Jahr. Der Bewässerungsfeldbau spielt eine große Rolle. Hauptsächlich angebaut wurden an Nahrungsmittelgetreiden und Hülsenfrüchten (in abnehmender Hektarfläche) Reis, Straucherbsen (Tur), Sorghumhirse (Jowar), Kichererbsen (Bengal gram), Perlhirse (Baijra), Mungbohnen (Green gram), u. a. m. Quantitativ von Bedeutung sind auch Erdnüsse, der Baumwollanbau, sowie Zuckerrohr.